# Ахалцихское сражение (1853)
Ахалцихское сражение или Ахалцихский разгром (тур. Ahısha bozgunu) — сражение, произошедшее 12 (24) ноября 1853 года у крепости Ахалцих в ходе Крымской войны между русской и османской армиями.
Одним из направлений ударов турецкой армии с начала Крымской войны 1853—1856 годов была крепость Ахалцих, которая с 1829 года по итогам Адрианопольского мира была присоединена к Российской империи. Туда и направлялся 18-тысячный отряд под командованием Али-паши, но был остановлен 7-тысячным отрядом князя Андроникова, состоявшего главным образом из грузинских нерегулярных кавалеристов.
Отряд одержал решительную победу, которая во многом остановила наступательные действия Османской империи в Закавказье.